# Лунтиала, Ханну
Ханну Лунтиала (фин. Hannu Luntiala, родился 12 октября 1952 года в Хельсинки) — финский современный писатель. Основное место работы — глава Центра регистрации населения Финляндии. Живёт в Хельсинки.
Лунтиала дебютировал в литературе в 2006 году сборником рассказов «Hommes», но до этого его рассказы и стихи появлялись в различных сборниках и антологиях.

## Произведения
- «In memoriam» (роман, весна 2008)
- «Последние сообщения» (фин. Viimeiset viestit, роман, весна 2007)
- «Hommes» (сборник рассказов, 2006)

## Стихи в антологиях
- «Говорит поэзия труда» (фин. Työn runo puhuu, Лахти, 1985)
- «Камень посреди площади» (фин. Kivi keskellä toria, Культурный фонд Финляндии, 1999)
- «Свобода, сейчас» (фин. Vapaus, nyt, Стихотвоный марафон в городе Лахти, 2001)
- «Мечты и маски» (фин. Unelmia ja naamioita, Стихотворный марафон в городе Лахти, 2003)

Рассказы автора также были напечатаны в антологии 2002, выпущенной издательством «Гуммерус», и в журналах «Молодая сила» (фин. Nuori voima) и «Сила» (фин. Voima).

## Награды
Один из победителей крупного поэтического конкурса Культурного фонда Финляндии.
Победитель конкурса в честь столетия со дня рождения Тойво Пекканена с рассказом «Черный» (фин. Musta).
Победа в конкурсе Союза молодёжных сил и издательства «Гуммерус» с рассказом «Я совсем не человек природы» (фин. En ole mikään luontoihminen).
Из всех произведений писателя на русский язык пока переведён только его первый роман «Последние сообщения».